# Kazuyuki Toda
Kazuyuki Toda (戸田 和幸, Toda Kazuyuki, Machida, 30 december 1977) is een Japans voormalig voetballer die als middenvelder speelde.

## Japans voetbalelftal
Kazuyuki Toda debuteerde in 2001 in het Japans nationaal elftal en speelde 20 interlands, waarin hij 1 keer scoorde.

## Statistieken
| Japans voetbalelftal | Japans voetbalelftal | Japans voetbalelftal |
| Jaar                 | Wed.                 | Dlp.                 |
| -------------------- | -------------------- | -------------------- |
| 2001                 | 10                   | 0                    |
| 2002                 | 10                   | 1                    |
| Totaal               | 20                   | 1                    |